# Guttet
Guttet is een plaats en voormalige gemeente in het Zwitserse kanton Wallis en maakt sinds 1 oktober 2000 deel uit van de gemeente Guttet-Feschel in het district Leuk.
- Gemeinsame Normdatei: 4221735-0
- Historisch woordenboek van Zwitserland: 002718
- Virtual International Authority File: 244613808